# Colombia (ort i Kuba)
Colombia är en ort i Kuba.   Den ligger i provinsen Las Tunas, i den sydöstra delen av landet, 600 km öster om huvudstaden Havanna. Colombia ligger 68 meter över havet och antalet invånare är 20 096.
Terrängen runt Colombia är platt, och sluttar söderut. Runt Colombia är det ganska tätbefolkat, med 65 invånare per kvadratkilometer. Närmaste större samhälle är Jobabo, 17,3 km sydost om Colombia. Trakten runt Colombia består till största delen av jordbruksmark.